# Scutomollisia morvernensis
Scutomollisia morvernensis är en svampart som beskrevs av Graddon 1984. Scutomollisia morvernensis ingår i släktet Scutomollisia, ordningen disksvampar, klassen Leotiomycetes, divisionen sporsäcksvampar och riket svampar.   Inga underarter finns listade i Catalogue of Life.